# Frullania beyrichiana
Frullania beyrichiana é uma espécie de planta do gênero Frullania e da família Frullaniaceae do grupo das Marchantiophytas. 

## Taxonomia
Os seguintes sinônimos já foram catalogados:  
- Frullania beyrichii  Lehm. & Lindenb.
- Frullania fluminensis  Gottsche ex Steph.
- Jungermannia beyrichiana  Lehm. & Lindenb.

## Forma de vida
É uma espécie corticícola, rupícola, folhosa, pendente e em tramas. 

## Descrição
Gametófito com crescimento ascendente a pendente, lóbos firmes, margem inteira,  base atrás do lóbulo plano, ápice apiculado a agudo, ocelos ausente, ligação do lóbulo com o caulídio simples (reta), lóbulos galeados - a maioria bem formado, orientação do lóbulo paralelos ao caulídio, alongados (4-5 x mais longos que largos), superfície lisa (aspecto inflado), abertura contraria ao sentido do crescimento (baixo), base ventral truncada (reta), anfigastros distantes, incurvado, 1,5 a 3 vezes mais largos que o caulídeo, sinus pequeno (<45°), margem inteira, ápice dos lobos agudo, ocelos ausente, base de ligação com o caulídeo auriculada (ou expandida), anfigastro subperiquecial muito maior que os demais quase do tamanho do perianto, margem das bractéolas femininas com longos dentes filamentosos, ápice dos segmentos distais tubuliforme, perianto de 3 quilhas (uma ventral), formato orbicular (comprimento e largura semelhantes), sem tubérculos.  

## Conservação
A espécie faz parte da Lista Vermelha das espécies ameaçadas do estado do Espírito Santo, no sudeste do Brasil. A lista foi publicada em 13 de junho de 2005 por intermédio do decreto estadual nº 1.499-R. 

## Distribuição
A espécie é encontrada nos estados brasileiros de Acre, Bahia, Espírito Santo, Goiás, Minas Gerais, Mato Grosso, Pará, Pernambuco, Rio de Janeiro, Rio Grande do Sul e São Paulo. 
A espécie é encontrada nos  domínios fitogeográficos de Floresta Amazônica, Cerrado e Mata Atlântica, em regiões com vegetação de cerrado, mata ciliar, floresta de terra firme, floresta estacional semidecidual e floresta ombrófila pluvial.